# Departamento de Rocha
Rocha es uno de los diecinueve departamentos que componen la República Oriental del Uruguay. Su capital es la homónima Rocha.
Está ubicado en el centro este del país, limitando al norte con Treinta y Tres, al este con la laguna Merín y la República Federativa del Brasil, al sureste con el océano Atlántico y al oeste con Lavalleja y Maldonado. 
Forma parte de lo que se conoce como penillanura cristalina, en su interior, y de las llanuras orientales, sobre la franja costera.

## Historia
Antes de la conquista a manos de los españoles y posteriormente de los portugueses, habitaron este territorio pueblos originarios. Los cerritos de indios son testimonio de ello. En la víspera de la llegada de los españoles la Nación Guenoa (Charrúas) poblaba el territorio. Con el arribo de los colonizadores europeos, los bovinos traídos por ellos se multiplicaron en las llanuras como cimarrones. A partir del siglo XVIII comenzaron a cobrar relevancia por su cuero, lo que atrajo a los contrabandistas y faeneros, más tarde llamados “gauderios” y “changadores” que los cazaban en las denominadas vaquerías. Entre ellos estuvo Luis de Rocha, de quien deriva el nombre del departamento y su capital.
Cerca del río Cebollatí se conformó una especie de "república" gaucha fortificada de contrabandistas liderada por canarios venidos en 1724 desde las islas Canarias para refundar Montevideo. En su mayoría los canarios eran provenientes de Tenerife apodados como Guanches o Guanchos; este apelativo es, según algunos el origen del nombre «Gaucho». Por lo general los desterrados canarios, contrabandistas, vagabundos, fugitivos, que estaban lejos de las ciudades tenían hijos con las indias guenoas, minuanes, gés o con las africanas que lograban escapar de Montevideo. Estos hijos fueron llamados por los portugueses de la ciudad de San Carlos como Gahuchos, Gaúchos o Gauchos (Guanchos), palabra que aparece el 8 de agosto de 1780 en un documento originado en Montevideo. En el mismo se expresa…. "que el expresado Díaz no consentirá en dicha estancia que se abriguen ningunos contrabandistas, vagabundos u ociosos que aquí se conocen por Gauchos." (8 de agosto de 1780). En ese año los gauchos tenían un autogobierno precario y propio para defenderse de españoles y portugueses teniendo grupos organizados aliados a los Charrúas (Guenoas y Minuanes) a los que se sumaron 1795 y 1800 grupos de africanos fugitivos perteneciente a la Nación Bantú (Reinos de Benguela, Kongo y Ngola (Angola). 
En 1763 se funda la ciudad de San Carlos único pueblo del mundo fundado por portugueses de las Islas Azores. Apoyando la fundación con 15 vecinos de Maldonado en 1755.
Nuestra Señora de los Remedios de Rocha (actualmente Rocha), la capital del departamento, fue fundada por familias gallegas en su mayoría y asturianas en 1793 cumpliendo instrucciones del virrey Nicolás de Arredondo y por obra del Ministro de la Real Hacienda del Puerto de Maldonado, Rafael Pérez del Puerto. Este hecho se produce luego de que familias gallegas con asturianas fundarán en 1783 la Villa de la Concepción de las Minas.
Por entonces estas ciudades formaban parte del Departamento de Maldonado en 1816 hasta el año 1880. Antigua región de los Guenoas y Minuanes antes de la invasión europea.
El departamento de Rocha fue creado con posterioridad por ley del 7 de julio de 1880 y se efectivizó la separación del departamento de Maldonado, del cual formaba parte junto con Lavalleja, el 1 de agosto de 1881.
A mediados del siglo XVIII, representó una tierra muy cotizada por los portugueses, que se asentaron en la Campaña del Chuy y pretendieron exceder los límites que el Tratado de Madrid establecía entre las dependencias españolas y lusitanas sobre la Banda Oriental.

## Geografía
Rocha se extiende a lo largo de 180 km de costa oceánica, caracterizándose por sus playas frías y saladas, sus arenas blancas, sus zonas rocosas, y las orillas profundas y empinadas. Esto lo diferencia de otros departamentos de Uruguay como Colonia, San José, Montevideo, Canelones y parte de Maldonado, que pertenecen al estuario del Río de la Plata.

### Orografía

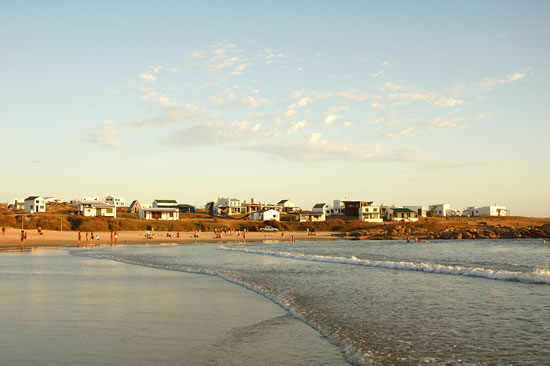
Playa sur de Cabo Polonio.

El departamento posee grandes llanuras aluviales y bañados, muchos de los cuales se presentan algo turbios, y una vasta complejidad de lagos y lagunas de mayor envergadura. Cerros tales como el Alférez, el San Miguel entre otros, contrastan por sus acabados rústicos con la simplicidad de los esteros, como lo son los Bañados de las Maravillas, San Miguel, India Muerta, entre otros. Provenientes de la cadena serrana de Carapé, se adentran sobre su territorio las cuchillas de Averías y Carbonera, culminando en las pintorescas elevaciones de Bella Vista y la Blanqueada. También encontramos a las sierras de los Ajos y de los Rochas, junto a los cerros Vigía y Áspero. El litoral rochense se compone de extensas playas a menudo acompañadas de pedruscos sometidos a la erosión de las fuertes corrientes marinas que suelen castigar a la costa departamental y, en ocasiones, representan un peligro para los bañistas. Se ajustan a la descripción zonas arenosas como el cabo de Santa María, Cabo Polonio, Valizas, Punta del Diablo y La Pedrera, entre otras. Algunos pequeños islotes como las Islas de Torres, Verde, o la Coronilla son frecuentes a distancias que no se separan mucho de la rivera.

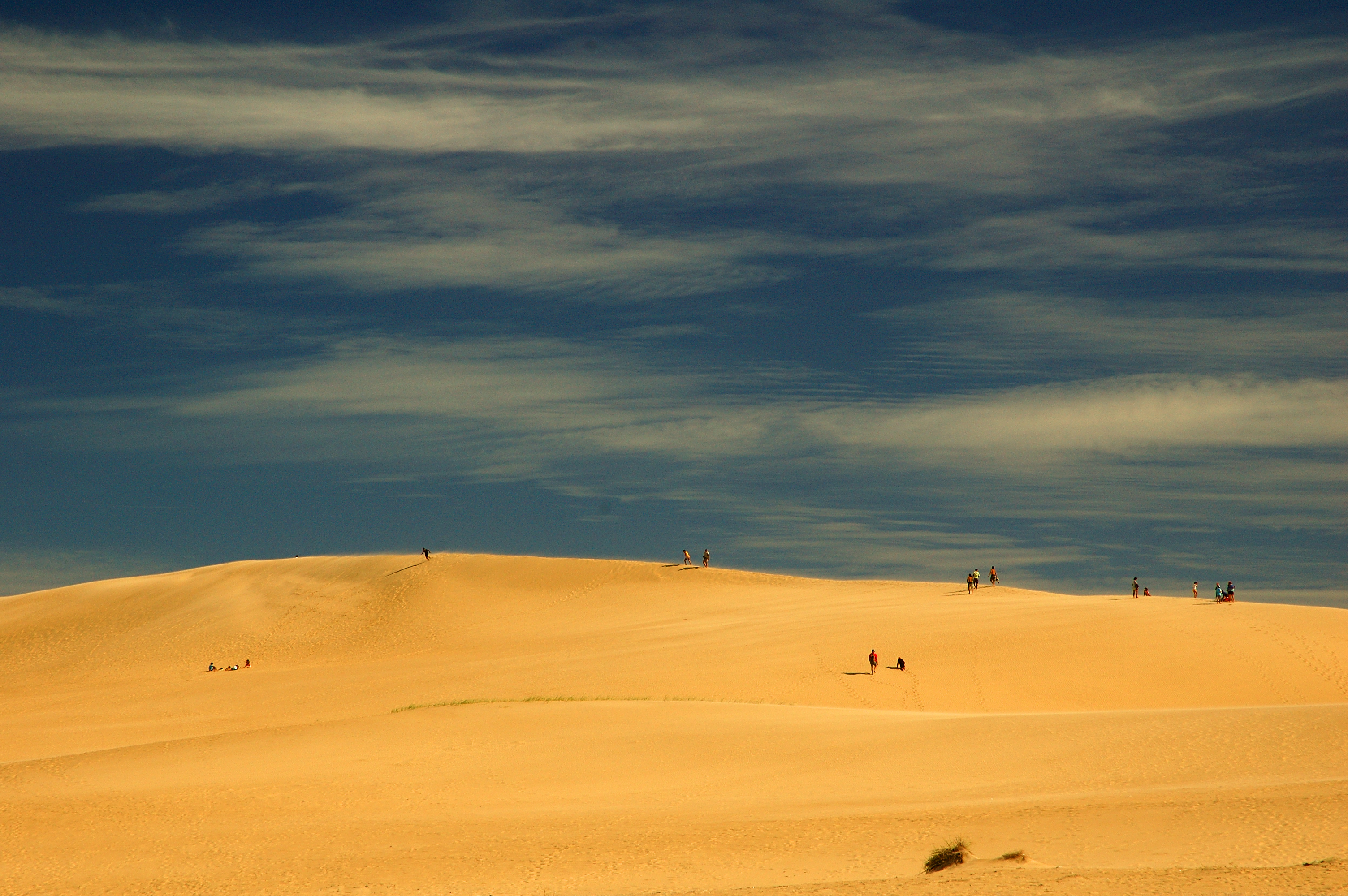
Dunas de arena en Valizas.

### Hidrografía
La cuenca del Atlántico se encuentra separada de la laguna Merín, por medio de la cuchilla de Carbonera, que es bañada por el Río Cebollatí, donde los arroyos de Aiguá y Alférez vierten sus aguas en el oeste de Rocha.
El arroyo San Miguel marca el límite natural con el estado brasileño de Río Grande del Sur, mientras que el río San Luis desemboca, tras recibir a sus afluentes de India Muerta y otros bañados, sobre la laguna Merín, relacionada a su vez con las lagunas de Garzón, Castillos, Rocha, Negra (o de Difuntos), entre otras. En cuanto al océano Atlántico, este no recibe prácticamente a ningún arroyo, a excepción del Valizas y el arroyo Chuy.

### Clima
Rocha posee un clima templado, húmedo y lluvioso, muy influenciado por el mar. Como dato curioso se registró una nevada con acumulación de importancia en el año 1991, si bien el mismo no es el único caso en la historia departamental. Las heladas, como en todo el país, son frecuentes, sobre todo en invierno. Su baja y empinada costa dificulta el drenaje, por lo que suelen aparecer vastas zonas de lagunas, así como pequeños oasis entre las dunas del centro-norte.

### Flora y Fauna

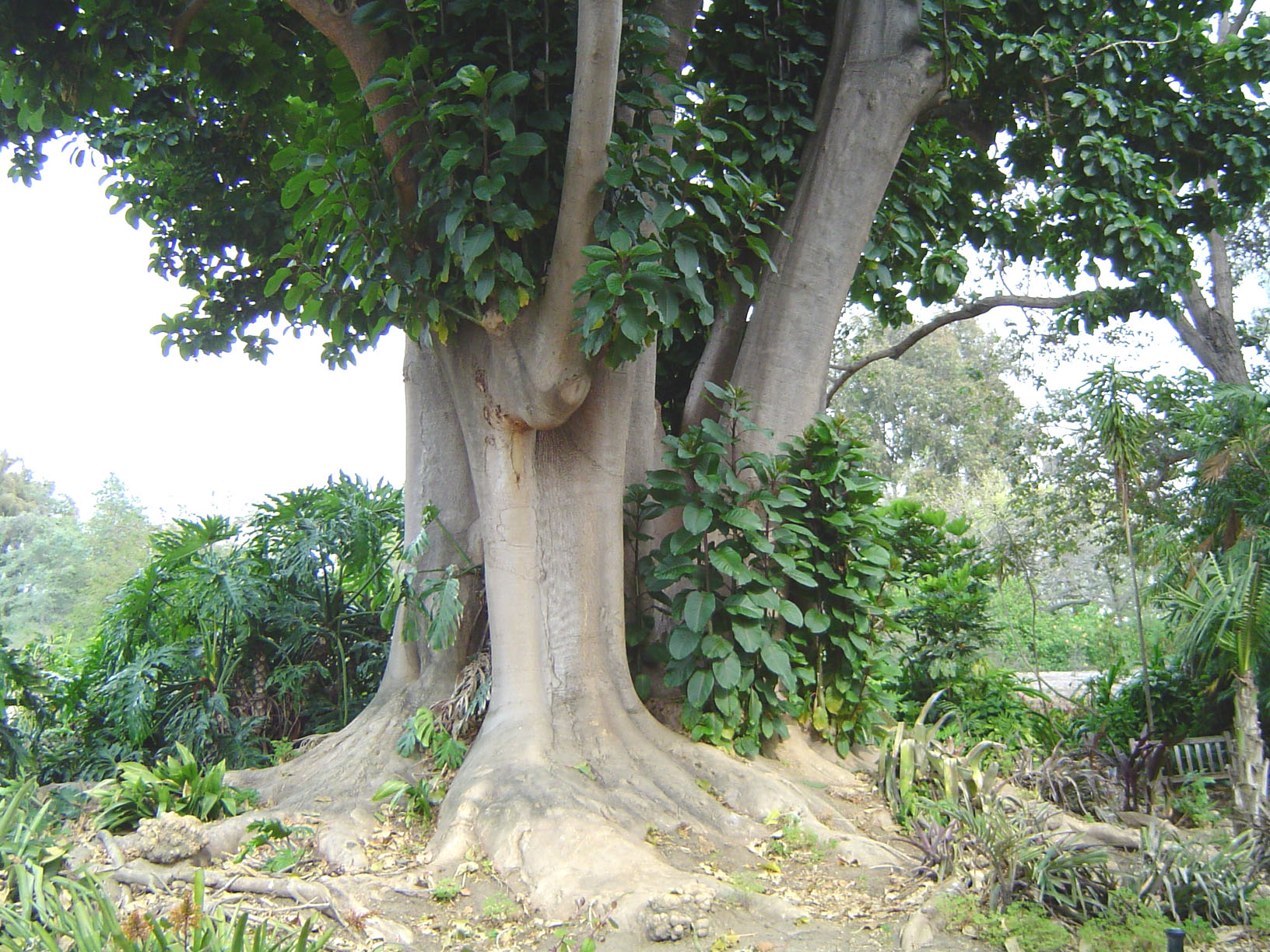
Árbol de ombú.

Próximo a los bañados interiores, y a los costeros dulces, emergen con cierta magnitud una serie de pajonales y juncales que se utilizan para cosechar arroz.
Las especies animales que habitan en sus alrededores son generalmente aves de monte, teros, carpinchos, murciélagos, puercoespines, víboras de cascabel, lagartijas, liebres, conejos, cabras, etc.
Por último, ya sobre el océano, se ven corvinas, merluzas, peces raya, medusas (o agua vivas), lobos de mar, tiburones y, durante los meses de invierno (julio a septiembre), se puede apreciar escasamente la aparición de pingüinos y de algunas ballenas, muchas de las cuales pierden el rumbo y perecen en la costa.

### Áreas protegidas
El departamento cuenta con varias áreas protegidas, algunas de las cuales integran el Sistema Nacional de Áreas Protegidas de Uruguay (SNAP). Estas áreas corresponden a diversos paisajes característicos de la zona este de Uruguay, entre ellos bañados, playas arenosas, litorales rocoso, dunas, monte nativo, pequeños humedales, islas, entre otros. Albergan una amplia diversidad de especies animales y vegetales de importancia. Los paisajes protegidos bajo diversas leyes y decretos son: el parque nacional de reserva de fauna y flora de San Miguel, la Estación biológica Potrerillo de Santa Teresa, el Refugio de fauna Laguna de Castillos, el parque nacional Cabo Polonio, el área de Cerro Verde e Islas de la Coronilla, la Laguna de Rocha y por último la Laguna Garzón, en el límite con el departamento de Maldonado. En el departamento se ubica también el parque nacional de Santa Teresa, un área que si bien posee un bajo valor en cuanto a diversidad, es de importancia histórico cultural.

### Economía
La economía rochense es eminentemente ganadera, al igual que en casi todo el resto del país. La cría de bovinos y ovinos y la venta de las reses constituyen su actividad principal. No obstante, la pesca supone otro gran ingreso de capital, y se practica en todo el departamento, con mayor énfasis en los balnearios oceánicos como La Paloma, La Pedrera, San Francisco, la Aguada, etc. 
Existen además, depósitos de cobre, lignito y mármol en la cuchilla de Carapé. 
En cuanto a la agricultura, se producen cereales, tabaco, tomate, maíz, hortalizas y frutas. La comercialización de lana, cuero y alcohol son también preponderantes en la zona.
Por otra parte, un gran atractivo de este departamento lo constituye el turismo. Rocha cuenta con numerosos balnearios sobre el Océano Atlántico: La Paloma, Costa Azul, La Pedrera, Valizas, Aguas Dulces, Cabo Polonio, La Esmeralda, Punta del Diablo, La Coronilla, Barra del Chuy. También en el interior del departamento, las zonas de los bañados constituyen un paraíso para los fanáticos del avistamiento de aves.
Desde hace años se viene hablando con insistencia a nivel oficial sobre la posible construcción de un puerto oceánico en las costas de Rocha.

## Comunicaciones
La relativa cercanía de Rocha a la capital nacional, y su situación de punto intermedio entre Brasil y Uruguay, hacen que sea un departamento muy transitado tanto por brasileños como por argentinos o uruguayos. A él se accede fácilmente a través de la ruta 9, que nace en Canelones, o siguiendo la Ruta Interbalnearia desde la avenida Italia de Montevideo hacia el este.
Quienes lo hacen desde el vecino Río Grande, se adentran por la ruta nacional n.º 9 tras cruzar la frontera uruguayo-brasileña del Chuy (o Chuí, en portugués).
Además de la ruta 9, existen otras que conectan a rocha a nivel interdepartamental. Estas son las rutas 10, 13, 14, 15, 16, 19, 91 y 109.
La ciudad de Rocha dispone, asimismo, de un aeropuerto nacional, el Aeroclub de Rocha.
La línea férrea Sudriers-Rocha se encuentra clausurada desde 2002 y Rocha-La Paloma desde 1988, aunque hay proyectos para su reconstrucción y reapertura relacionados con la instalación de un puerto de aguas profundas en el departamento.

## Gobierno
De acuerdo con el artículo 262 de la Constitución de la República, en materia de administración departamental "el Gobierno y Administración de los Departamentos, con excepción de los servicios de seguridad pública, serán ejercidos por una Junta Departamental y un Intendente. Tendrán su sede en la capital de cada departamento e iniciarán sus funciones sesenta días después de su elección."
Además, "el Intendente, con acuerdo de la Junta Departamental, podrá delegar en las autoridades locales el ejercicio de determinados cometidos en sus respectivas circunscripciones territoriales"(...).

### Ejecutivo
La Intendencia es el órgano ejecutivo del departamento. El Intendente es electo de forma directa con cuatro suplentes,por un período de cinco años con posibilidad de reelección.

### Legislativo
La legislatura está ejercida por una Junta Departamental compuesta de 31 ediles, con tres suplentes, que acompañan a las listas electorales y son elegidos de forma democrática.Los ediles son los encargados de proponer reformas municipales, decretos e impuestos, así como cualquier otro proyecto que estimen conveniente coordinar con el Intendente. Estos cumplen la función del Poder Legislativo a nivel departamental.

### Municipios

Municipios del departamento de Rocha: 1) Castillos, 2) Chuy, 3)La Paloma, 4) Lascano.

A través de la ley N.º 18653 del 15 de marzo de 2010, fueron creados 4 municipios en el departamento de Rocha. Sus límites quedaron determinados a través del decreto N.º 5/10 de la Junta Departamental de este departamento.
Los municipios creados son:
- Chuy
- Castillos
- Lascano
- La Paloma

## Demografía
Conforme al censo de 2011, había 68 088 personas y 46 071 viviendas en el departamento. El hogar promedio era de 1,48, y por cada 100 mujeres había un total de 95,4 hombres. Según estimaciones del Instituto Nacional de Estadística (INE) de Uruguay, la situación es preocupante puesto que mientras otros departamentos costeros incrementan levemente su población, Rocha tiende, por el contrario, a disminuirla. Esto es quizás porque comparado a otros sectores del país, este es todavía un rincón en fase de desarrollo y en el que escasean tanto opciones de salud pública como de índole cultural y/o social.
- Tasa de crecimiento poblacional: -0.028% (2004)
- Tasa de natalidad: 14,34 nacimientos/1000 personas (2004)
- Tasa de mortalidad: 10,63 bajas/1000 personas
- Edad promedio: 34,0 (32,8 hombres, 35,0 mujeres)
- Esperanza de vida al nacer (2004):

- Promedio de hijos por familia: 2,18 hijos/mujer
- Ingreso urbano per cápita (ciudades de 5000 o más habitantes): 4.229,4 pesos uruguayos/mes

Crecimiento poblacional (en habitantes):
- 1908: 34.119
- 1963: 55.097
- 1975: 60.258
- 1985: 66.601
- 1996: 70.292
- 2004: 68.752

Los censos anteriores a 1860 se analizan de forma conjunta con los del departamento de Maldonado, a partir del cual se creó Rocha.

## Principales centros urbanos
Dentro de las ciudades más habitadas encontramos a: Castillos, un emplazamiento turístico rodeado de hermosas palmeras; Lascano y Chuy, esta última siendo una ciudad lindera con Brasil, del cual la separa una avenida que comparte con su hermana riograndense, Chuí. Sus principales atractivos turísticos lo componen: La Paloma, ciudad y puerto balneario por excelencia; Punta del Diablo, Cabo Polonio, La Coronilla, La Pedrera y La Barra del Chuy. 
Finalmente, Rocha cuenta con dos parques históricos nacionales, que son la Fortaleza de Santa Teresa (antigua base militar en épocas coloniales) y el Fuerte de San Miguel.
A continuación se ofrece una discriminación de la población del departamento, de acuerdo al censo de 2011:

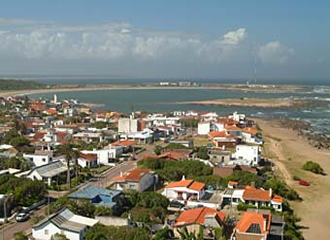
Balneario La Paloma, Rocha.

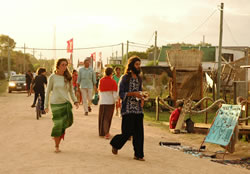
Barra de Valizas, Rocha.

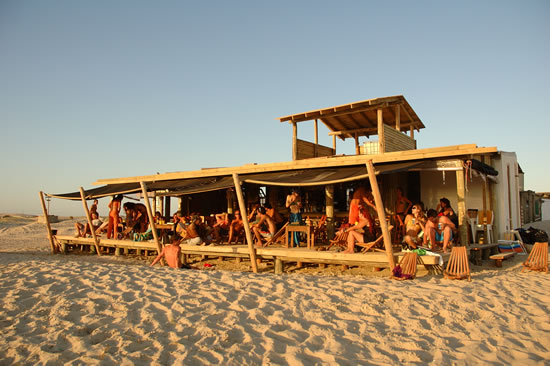
Cabo Polonio, Rocha.

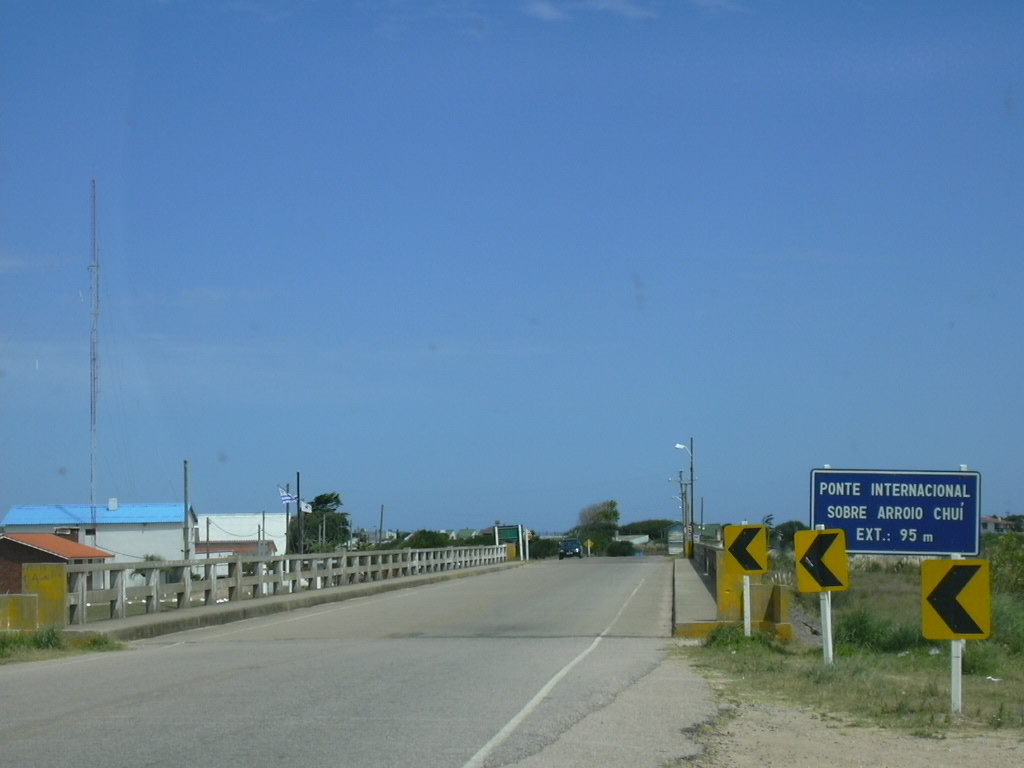
Barra del Chuy, Rocha.

| Población por localidad (2011)           |           |
| Localidad                                | Población |
| Rocha                                    | 25 422    |
| Chuy                                     | 9675      |
| Lascano                                  | 7645      |
| Castillos                                | 7541      |
| La Paloma                                | 3495      |
| Cebollatí                                | 1609      |
| La Aguada-Costa Azul                     | 1090      |
| Velázquez                                | 1022      |
| 18 de Julio                              | 977       |
| Punta del Diablo                         | 823       |
| San Luis al Medio                        | 598       |
| La Coronilla                             | 510       |
| Puimayen                                 | 505       |
| Capacho                                  | 457       |
| Aguas Dulces                             | 417       |
| Barra del Chuy                           | 370       |
| Barra de Valizas                         | 330       |
| Arachania                                | 377       |
| La Pedrera                               | 225       |
| 19 de Abril                              | 205       |
| Barrio Pereira                           | 186       |
| Cabo Polonio                             | 95        |
| Punta Rubia y Santa Isabel de la Pedrera | 94        |
| Barrio Torres                            | 83        |
| La Esmeralda                             | 57        |
| Puente Valizas                           | 32        |
| La Riviera                               | 30        |
| Puerto de los Botes                      | 21        |
| Parallé                                  | 16        |
| Palmares de la Coronilla                 | 10        |
| Pueblo Nuevo                             | 10        |
| Oceanía del Polonio                      | 7         |
| San Antonio                              | 6         |
| Tajamares de la Pedrera                  | 2         |
| Rural                                    | 4146      |
| Total                                    | 68 088    |

### Otros pueblos
Pueblos o balnearios con menos habitantes:
- Barrancas
- Perla de Rocha
- Costa Rica
- San Remo
- La Florida
- Atlántica
- San Bernardo
- San Francisco
- Mar del Plata
- Antoniópolis
- Lomas
- Anaconda
- Las Garzas
- Santa Rita
- Costa Bonita
- El Caracol
- La Caracola